# Katzenkopf-Sonnenröschen
Das Katzenkopf-Sonnenröschen (Helianthemum caput-felis), auch Katzenköpfiges Sonnenröschen genannt, ist eine Pflanzenart aus der Gattung Sonnenröschen (Helianthemum) innerhalb der Familie der Zistrosengewächse (Cistaceae).

## Beschreibung

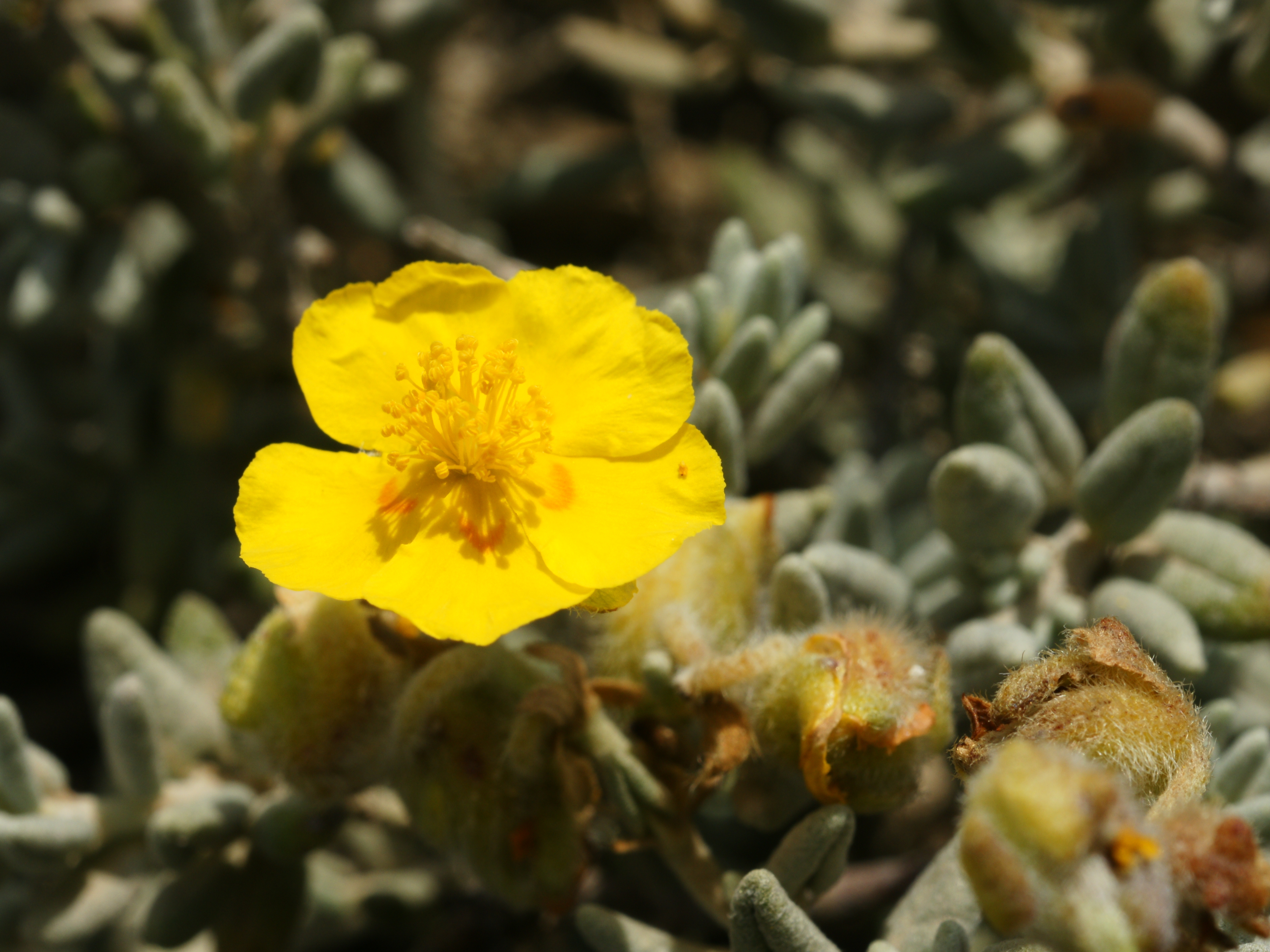
Blüte

### Vegetative Merkmale
Das Katzenkopf-Sonnenröschen ist ein Halbstrauch, der Wuchshöhen von 10 bis 40 Zentimetern erreicht. Es ist meist stark verzweigt. Die oberirdischen Pflanzenteile sind grauweiß-filzig behaart (Indument). Die Zweige sind aufrecht oder aufsteigend.
Die gegenständig angeordneten Laubblätter sind in Blattstiel und -spreite gegliedert. Der Blattstiel ist relativ kurz. Die relativ kleine, einfache, relativ dicke und leicht fleischige Blattspreite ist bei einer Länge von 6 bis 15 Millimetern sowie einer Breite von 2 bis 10 Millimetern elliptisch oder eiförmig. Der Blattrand ist nach unten umgerollt und auf beiden Seiten filzig mit Sternhaaren (Trichome) bedeckt.

### Generative Merkmale
Die Blütezeit reicht von März bis April. Drei bis zehn gestielte Blüten sind in einem kompakten, zymösen Blütenstand angeordnet.
Die hängende Blütenknospe ist eiförmig. Die zwittrigen Blüten sind radiärsymmetrisch und fünfzählig mit doppelter Blütenhülle. Die Kelchblätter, in zwei ungleichen Kreisen, sind lang abstehend behaart. Durch diese Behaarung während des Knospenstadiums entsteht das Aussehen eines kleinen Katzenkopfs, das erklärt das Artepitheton caput-felis und den Trivialnamen Katzenkopf-Sonnenröschen. Die fünf gelben Kronblätter sind 9 bis 12 Millimeter lang. Es sind viele Staubblätter vorhanden.
Die Kapselfrucht ist bei einer Länge von etwa 3,5 Millimetern eiförmig-elliptisch, springt mit drei Klappen auf und enthält etwa sechs Samen. Die Samen sind etwa 1,3 Millimeter groß.
Die Chromosomenzahl beträgt 2n = 24.

## Vorkommen
Das Katzenkopf-Sonnenröschen kommt in Marokko, Algerien, Spanien, auf Mallorca und Sardinien vor. Es gedeiht an Küstenfelsen und in lichten Wäldern über Kalkstein. Auf der Iberischen Halbinsel wächst Helianthemum caput-felis in Höhenlagen von 0 bis 200 Metern.

## Taxonomie
Die Erstbeschreibung von Helianthemum caput-felis erfolgte 1838 durch Pierre Edmond Boissier in Elenchus plantarum novarum minusque cognitarum, S. 16. Das Artepitheton caput-felis ist von den lateinischen Wörtern caput für „Kopf“ und felis für „Katze“ abgeleitet und bedeutet „Kopf der Katze“.